# This Is Home
A „This Is Home” a Switchfoot alternatívrock-együttes dala, mely a 2008-as Narnia Krónikái: Caspian herceg című film filmzenealbumán jelent meg. Szintén elhangzott a film végefőcíme alatt. Az évben a 17. legtöbbet játszott dal volt a kortárs keresztény zenét játszó amerikai rádióadókon az R&R magazin Christian CHR toplistája szerint.

## Keletkezése
Jon Foreman MySpace-blogján közölte 2008. március 17-én, hogy „nagy rajongója vagyok C. S. Lewisnek, szóval a film, amit az egér (Mickey) csinált az oroszlánnak (Aslan) jó ötletnek tűnt. Így hát itt vagyok (véletlenül pont Disneyland közelében), és egy dalt veszek fel, mely vagy benne lesz a következő Narnia-filmben, vagy nem.”
2008. március 22-én jelentette be Foreman, hogy a dal címe „This Is Home” lesz. Április 2-án a Narnia Insider is megerősítette. A dalt először az Iowai Egyetemen adták elő 2008. április 16-án.
Foreman így nyilatkozott: „Nagyon nagy rajongója vagyok C. S. Lewisnek, és az egyik oka annak, hogy szeretem az írásait, hogy mind kitalált, mind valós történeteinek minden oldalát átitatja egyfajta vágyódás… Nem olyan világot teremt, melynek minden apró részlete tökéletes, hanem amely valósnak tűnik, úgy tűnik, mintha tényleg létezhetne, mert úgy mint a mi világunkban, mindenki arra vágyódik, hogy minden rendben legyen.” „A »This Is Home« a könyv újraolvasása alapján, a filmbekerülés lehetőségének reményében született. Mindig magával ragad, ahogy Lewis a világunk, az otthonunk keserédes szépségeiről tud írni; az igaz otthonról, mely után mindenki vágyódik.”
A dal szerepelt az ESPN SportsCenter című műsorának 2008 júliusában futó „Titletown” című szegmensében.

## Változatok
A dalnak öt különböző változata jelent meg.
- The Radio Mix (rádiós változat) a dal első változata, mely az olyan weboldalakon jelent meg, mint az allaccess.com és az interlinc-online.com,[7] és teljes dobot és együttest használt. Ezt a változatot kapták meg és játszották a rádióadók, valószínűleg gyorsabb tempója miatt. Szintén ez a változat szerepelt a klipekben és a The Best Yet albumon.
- The Soundtrack version (filmzene változat) a filmzenealbumon megjelent változat, és a teljes dob helyett könnyebb ütősöket használ, valamint a dal teljes hangkeverése könnyedebb.[8]
- The Credits version (végefőcím változat) jelentősen különbözik a fentebbi verzióktól. Ez hallható a film végefőcíme alatt (egyéb más dalokkal együtt). A változat lassabb, rövidebb és a dalszöveg is különbözik. A gitáros Drew Shirley nyilatkozata szerint azért így került a filmbe, mert a rendezőnek a dal demója tetszett legjobban, különösen az a rész, mely végül a filmben is szerepelt.[9]
- A dal akusztikus változata is megjelent kislemezen, de csak a Rhapsody online zeneáruházban.[10]
- 2009. augusztusában vált elérhetővé a demó, melynek címe még „Heading Home” volt. A dal kizárólag a Friends of the Foot rajongói klub tagjai számára jelent meg.[11]

## Kislemez
A dal rádióbemutatóját 2008. április 25-én tartották. A filmhez kapcsolódó marketing mellett a Walt Disney Records és az együttes keresztény forgalmazója, a Sparrow Records (az EMI CMG Label Group tagja) az AC és CHR Christian rádióknak is kiadták a dalt. Az együttes vagyonkezelő csoportja, a Red Light Management/Entertainment a Disney-tulajdonú Hollywood Record-szal a kislemezt mainstream AC és Triple A rádióformátumba helyezték. Mikor novemberben a Sony új videóklipet adott ki, a dal is újra megjelent a rádióadók számára kisebb sikerrel.

### Slágerlistás helyezések
| Lista                                      | Helyezés |
| ------------------------------------------ | -------- |
| Hot AC                                     | #63      |
| CHR                                        | #3       |
| Christian Rock Airplay                     | #21      |
| Billboard Hot Christian Songs              | #14      |
| Billboard Hot Christian Adult Contemporary | #21      |

## Klipek

### Első változat (Caspian herceg)
Az együttes 2008. április 13-án forgatott egy klipet a dalhoz, melybe a film jeleneteit keverték. A videó a Disney.com-on jelent meg 2008. május 2-án, és három nappal később jelent meg a Switchfoot hivatalos oldalán (YouTube-streamként). A klipet a filmzenealbummal együtt is forgalmazták.

### Második változat
A második klip a YouTube-on jelent meg 2008. november 19-én, Foreman beszédével kezdődik, melyben a dal keletkezéséről beszél, és a dal élő koncertfelvételét tartalmazza. A videó jogait a Sony birtokolja, így valószínűleg a The Best Yet album promóciójaként látott napvilágot.

## Egyéb megjelenések
- A dal megjelent a Switchfoot The Best Yet című válogatásalbumán.
- Szintén rákerült a Walt Disney Records Disney Box Office Hits válogatáslemezére is.[17]
- A WOW Hits 2009 második lemezén is megtalálható.

## Fordítás
- Ez a szócikk részben vagy egészben  a   This Is Home című angol Wikipédia-szócikk fordításán alapul.  Az eredeti cikk szerkesztőit annak laptörténete sorolja fel. Ez a jelzés csupán a megfogalmazás eredetét és a szerzői jogokat jelzi, nem szolgál a cikkben szereplő információk forrásmegjelöléseként.